# Quantitätenkollaps
Der sprachgeschichtliche Begriff Quantitätenkollaps bezeichnet die Entwicklung der Quantitäten (Länge bzw. Kürze) von Vokalen in antiken Sprachen. Im Folgenden wird diese Entwicklung im Lateinischen auf dem Weg zu den romanischen Sprachen sowie im Griechischen beschrieben.

## Quantitäten
Im Lateinischen der klassischen Zeit (späte Republik und frühes Prinzipat) wurde zwischen kurzen und langen Vokalen unterschieden (den Vokalquantitäten); zu jedem der fünf Vokale gab es also eine lange und eine kurze Variante, wobei die Länge bedeutungsunterscheidend war:
līber (frei) – liber (Buch)
lēvis (glatt) – levis (leicht)
mālum (Apfel) – malum (Übel)
ōs (Mund) – os (Knochen)
lūtum (Gelbkraut) – lutum (Schlamm)

## Beschreibung des Kollapses
Der Wandel der Aussprache dieser Vokale im Vulgärlatein ging vermutlich von einer veränderten Betonung aus: in betonten Silben tendierten die Vokale generell zur längeren Aussprache, in den übrigen Silben dagegen zur kürzeren. Dies hatte zur Folge, dass sich die ursprünglichen Kurz- und Langvokale in der Quantität einander anglichen, so dass sich zunächst folgendes Schema ergab:
| Buchstabe | Buchstabe | Klassisch | Vulgär    |
| --------- | --------- | --------- | --------- |
| kurzes A  | ă         | /a/       | /a/       |
| langes A  | ā         | /aː/      | /a/       |
| kurzes E  | ĕ         | /ɛ/       | /ɛ/       |
| langes E  | ē         | /eː/      | /e/       |
| kurzes I  | ĭ         | /ɪ/       | /ɪ/       |
| langes I  | ī         | /iː/      | /i/       |
| kurzes O  | ŏ         | /ɔ/       | /ɔ/       |
| langes O  | ō         | /oː/      | /o/       |
| kurzes V  | ŭ         | /ʊ/       | /ʊ/       |
| langes V  | ū         | /uː/      | /u/       |
| AE        | æ         | /aj/ /aɛ/ | /ɛ/       |
| OE        | œ         | /oj/ /oe/ | /ø/ /e/   |
| AV        | au        | /aw/      | /aw/, /ɔ/ |

In den betonten Silben entfiel daraufhin die Unterscheidung zwischen den einander nahestehenden Kurzvokalen 
/ɪ/ und /e/,
/ʊ/ und /o/,
mit entsprechend wechselnder Schreibweise in den erhaltenen Quellen („i“/„e“ bzw. „u“/„o“). 
In den unbetonten Silben ging die Reduktion der Vokale noch weiter; hier fielen jeweils 
/ɪ/, /e/ und /ɛ/ zu /e/ und 
/ʊ/, /o/ und /ɔ/ zu /o/ zusammen.
Zu beachten ist, dass dies eine vereinfachte Darstellung des Quantitätenkollapses ist, die einige Sonderentwicklungen aufgrund unterschiedlicher sprachlicher Voraussetzungen in den romanisierten Gebieten (Beeinflussung durch vorromanische Sprachen u. a.) nicht berücksichtigt.

## Schriftbelege
Zu den ältesten Belegen gehört ein Brief, der bei Ausgrabungen in Ägypten (1924–1934) gefunden und im frühen 2. Jahrhundert n. Chr. – vermutlich im Jahre 133 – von einem römischen Soldaten (Claudius Terentianus) verfasst wurde. Darin finden sich folgende Beispiele für den Quantitätenkollaps:
- "acu lentiaminaque" statt acum linteaminaque (Akk.; Nähzeug)
- "sopera" (über, bezüglich) statt supra (Präp.; über)
Etliche weitere Belege enthält die Wörterliste Appendix Probi, u. a.:
- "tolonium non toloneum"
- "columna non colomna"
- "ostium non osteum"
- "puella non poella"

## Beispiele für Auswirkungen des Quantitätenkollapses
Erkennbar ist bei lentiamina- die beginnende Hiattilgung: /e/ und /i/ vor weiterem Vokal fielen zunächst zu /ɪ/ zusammen, bevor sie zu /j/ wurden. Dieser Laut bewirkte im späteren 2. Jahrhundert die Palatalisierung eines vorangehenden /t/ und damit die Weiterentwicklung von /tj/ zu einem Zischlaut: "Vincentza" statt Vincentia, "tersiu" statt tertiu(m) usw.; dadurch entstanden u. a. im heutigen Italienischen und Französischen die Wörter piazza (Platz) aus platea und grâce (Gnade) aus gratia.
Konnten mit Hilfe der langen und kurzen Vokale im klassischen Latein noch unterschiedliche Kasus markiert werden, war dies im Vulgärlatein nicht mehr möglich, da die beiden Formen nun gleich lauteten. So musste man verstärkt Präpositionen verwenden, um die Kasus eindeutig voneinander zu unterscheiden. Deshalb werden heute in so gut wie allen romanischen Sprachen (mit Ausnahme des Rumänischen) sämtliche Kasus durch Präpositionen ausgedrückt.

## Die Entwicklung im Griechischen
Wie das Latein kannte auch das Altgriechische lange und kurze Vokale. Im Gegensatz zur Entwicklung im Vulgärlatein blieben beim Griechischen mit Ausnahme von [eː], das zu [i] gehoben wurde, die Qualitäten erhalten, während das System der Quantitäten vollkommen zusammengebrochen ist.